# Agrilus sulcicollis
Agrilus sulcicollis is een keversoort behorend tot de familie Buprestidae. Het wordt gevonden in Europa en Noord-Azië en Noord-Amerika.

## Kenmerken
De kevers heeft een lengte van 6 tot 8,5 mm. Het bovenoppervlak van de kever is meestal helderblauw, maar er komen ook groene tot olijfgroene kleurvarianten voor. De  kinuitsteeksel van het pronotum is afgerond of heeft slechts een platte rand. De voelsprieten van de mannetjes zijn uitgerekt. De tweede sterniet heeft twee bobbels aan de achterrand. Bij de vrouwtjes is het voorhoofd langer dan breed. 
De samengestelde ogen staan dichter bij elkaar dan bij de vergelijkbare soort Agrilus angustulus.

## Verspreiding
Hij is wijdverbreid in Europa. Het komt voor van Fennoscandinavië in het noorden tot de Middellandse Zee, inclusief de eilanden Sardinië en Sicilië. De soort is alleen afwezig op de Britse eilanden. In het oosten strekt het verspreidingsgebied zich uit tot Azië. De soort wordt als algemeen beschouwd in Midden-Europa. 
De soort werd tegen het einde van de 20e eeuw in Noord-Amerika geïntroduceerd. Een eerste ontdekking komt uit Ontario in 2008. Studies van eerder verzamelde exemplaren hebben uitgewezen dat de soort sinds ten minste 1995 in Canada aanwezig is en in 2003 in de Verenigde Staten. In Noord-Amerika zijn de kevers gevonden op de zomereik (Quercus robur) en de Amerikaanse eik (Quercus rubra).

## Habitat en levenswijze
De kevers komen vooral voor in loofbossen met eiken. De kevers worden waargenomen van april tot juni. De waardplanten van de keversoort zijn verschillende eiken (Quercus), waaronder moseik (Quercus cerris), Hongaarse eik (Quercus frainetto), wintereik (Quercus petraea), donzige eik (Quercus pubescens), zomereik (Quercus robur) en de kurkeik (Quercus suber). Andere genoemde waardplanten zijn de beuk (Fagus sylvatica) en de tamme kastanje (Castanea sativa). De larven ontwikkelen zich in of onder de schors van dikke takken en stammen van verzwakte waardbomen, vooral in de bladerdakgebieden.

## Natuurlijke vijanden
Cheiropachus quadrum parasiteert b.v. de larven van Agrilus sulcicollis.